# Arpegiador

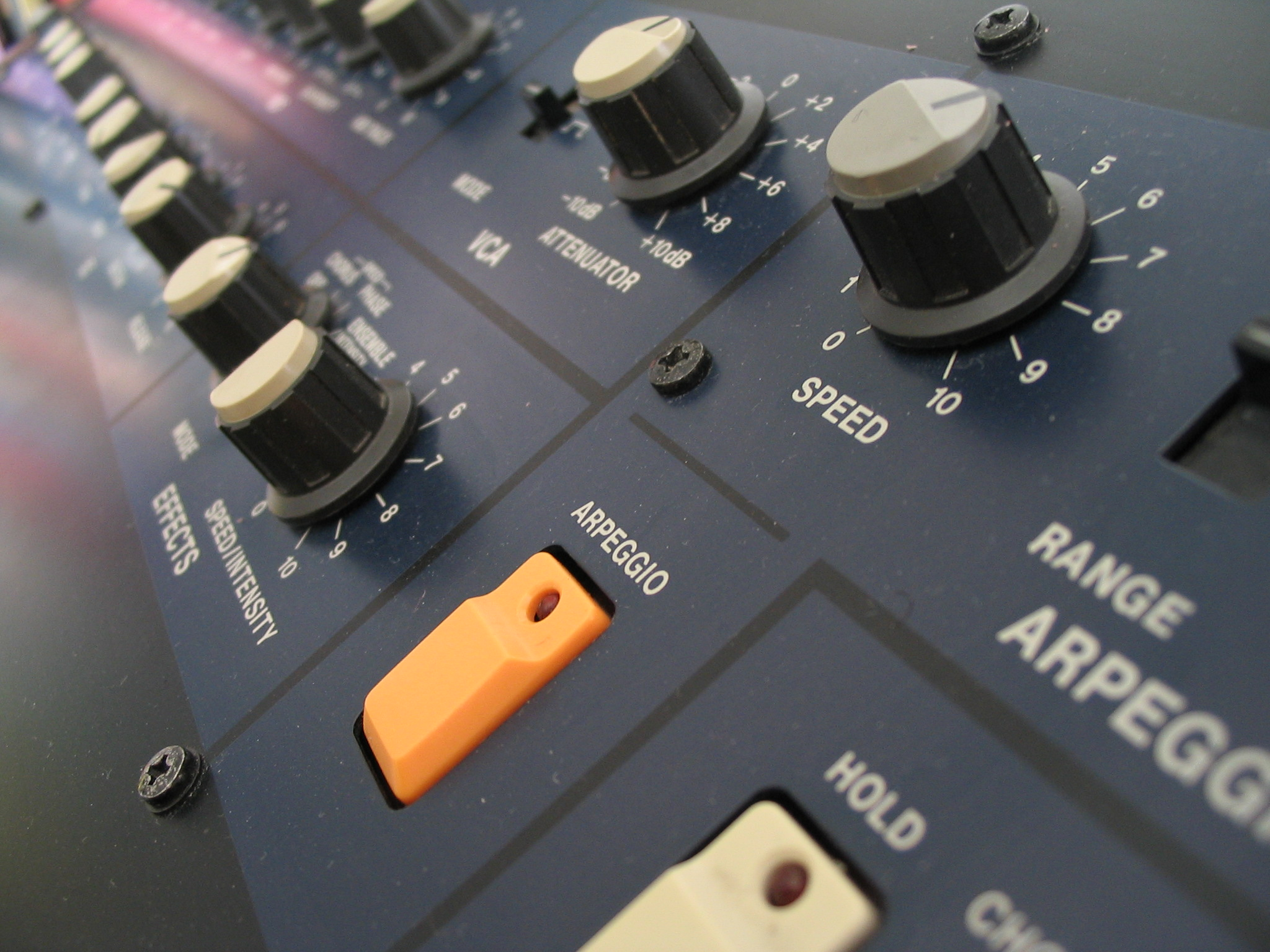
Imatge d'un arpegiador.

L'arpegiador és un element inclòs en alguns sintetitzadors i seqüenciadors (tot i que també se'n poden trobar com a aparells independents) i que reprodueix una seqüència de notes musicals (és a dir, un arpegi) basades en les notes que introdueix l'usuari, principalment mitjançant un teclat. Es pot crear un arpegi des d'un acord pitjant alhora les tecles convenients o bé crear una seqüència arpegiada, tocant les tecles l'una rere l'altra.
Aquests són alguns dels paràmetres més importants que cal tenir en compte a l'hora de programar convenientment un arpegiador:
- Direcció de les notes que es tocaran com a acompanyament (cap a octaves superiors del teclat, cap a octaves inferiors, una combinació de les dues, o fins i tot un recorregut aleatori);
- El rang d'octaves que abastarà l'arpegi reproduït;
- La velocitat (volum inicial) amb què aquestes notes es reproduiran;
- La durada de les notes;
- La possibilitat que l'arpegi es continuï reproduint indefinidament després de deixar de pitjar les tecles;
- El tempo amb què es reproduirà la seqüència de notes.

Es pot dir, doncs, que un arpegiador és un tipus molt concret de seqüenciador, si bé el seu mètode de programació és diferent.
Els arpegiadors foren elements constitutius de molts sintetitzadors fins a mitjans de la dècada de 1980, l'aparició de la música dance i els seus temes sovint basats en ràpides seqüències feu recuperar l'interès en els arpegiadors.